# Ricardo Ortíz
Ricardo „Tato“ Ortíz, voller Name: Ricardo Alberto Ortiz Saldaña, (* 6. Februar 1957 in Montevideo, Uruguay) ist ein ehemaliger uruguayischer Fußballspieler und derzeitiger -trainer.

## Spielerlaufbahn

### Verein
Als Spieler stand Ortíz ab 1971 zunächst neun Jahre bei Defensor in Montevideo unter Vertrag. Als 14-Jähriger spielte er anfangs in der dortigen Fünft-Liga-Mannschaft, debütierte aber bereits Ende 1971 unter dem Trainer Prof. de León in der ersten Liga und gehörte im folgenden Jahr bereits der Dritt-Liga-Mannschaft Defensors an. In seiner Zeit bei Defensor wurde er 1976 erstmals uruguayischer Meister. Defensor brach damals als kleiner Verein zum ersten Mal die bis dahin währende Vorherrschaft der beiden großen montevideanischen Klubs Peñarol und Nacional. In diesen Zeitraum fiel jedoch auch eine schwere Verletzung Ortíz'. Der Riss seiner Patellasehne hätte beinahe das Ende seiner Karriere bedeutet. Der Vereinsarzt Nacionals Dr. Suero bewahrte ihn mittels Operation jedoch vor diesem drohenden sportbezogenen Schicksalsschlag, der ihn ansonsten im Alter von 19 Jahren ereilt hätte. Bei seiner nächsten Station Peñarol Montevideo konnte er mit der von Luis Cubilla trainierten Mannschaft seine Titelsammlung ausbauen. Dreimal in Folge (1981, 1982, 1983) gelang der Gewinn der uruguayischen Meisterschaft. Hinzu kam 1982 der Triumph bei der Copa Libertadores und im Weltpokal. Nach seiner Zeit in Montevideo verließ er sein Heimatland in Richtung Kolumbien. Dort schloss er sich 1984 Deportes Tolima an und gewann die kolumbianische Vize-Meisterschaft. Über eine weitere Station bei Defensor 1985 führend, endete seine Spielerlaufbahn schließlich 1986 beim uruguayischen Verein Bella Vista.

### Nationalmannschaft
1974 war er Mitglied der uruguayischen Junioren-Nationalmannschaft und gewann mit dieser als Kapitän, im Finale geschlagen von Brasilien, den Vize-Südamerikameistertitel in Chile. Im Folgejahr wurde er mit der U-Auswahl Südamerikameister beim Turnier in Peru. Im Verlaufe des Turniers wurde von Trainer Walter Brienza sechsmal eingesetzt. Ein Tor erzielte er nicht. 1976 debütierte er in der A-Nationalmannschaft Uruguays und gehörte 1980 dem erfolgreichen Kader beim Mundialito an.

## Trainerlaufbahn
Nachdem er 1988 erste Schritte im Trainergeschäft als Assistenztrainer bei Central Español unternahm, begann seine Trainerlaufbahn mit einer kurzen Zwischenstation bei El Tanque Sisley, wo er 1990 in die Primera División aufstieg, im Jahre 1991 bei Peñarol Montevideo Fahrt aufzunehmen, als er dem am 27. April 1991 entlassenen Argentinier César Luis Menotti am 2. Mai 1991 nachfolgte. Bei den Aurinegros bildete er ein Trainerteam mit Prof. Antonio Tchakidjian (preparador físico) und Carlos Aguilera (Co-Trainer). Im selben Jahr siegte er mit seinem Team bei der Copa Cagliari. 1992 stand er bei Racing Montevideo unter Vertrag und im Folgejahr trainierte er die uruguayische B-Auswahl. Es schloss sich ein Traineramt bei Centro Atlético Fénix 1994 an. Ab 1996 war er auch erstmals als Trainer Defensor Sportings tätig. Dort gewann er 1997 den Meistertitel des Torneo Clausura. 1998 führte ihn sein Weg als Trainer zum ersten Mal ins Ausland. Er trainierte in den folgenden Jahren Cobresal, Fernández Vial und Santiago Morning. Nach der Rückkehr nach Uruguay gelangte er über eine Zwischenstation 2001 bei River Plate Montevideo im Jahre 2002 erneut in einer zweiten Amtszeit zu Defensor. Dort erreichte er mit seiner Mannschaft im selben Jahr das Finale der Liguilla Pre-Libertadores, des nationalen Vorausscheidungswettbewerbs für die Copa Libertadores. Danach trat er abermals den Weg ins Ausland an und coachte den peruanischen Verein Universitario im Jahre 2003. Weitere Vereine unter seiner Regie waren in der Folgezeit Deportivo Maldonado (2004) und die honduranischen Vereine Universidad (2005), Real España (2006) und Deportivo Vida (2006/07). In der Saison 2006/07 trainierte Ortíz sodann auch einen Monat lang den damaligen uruguayischen Erstligisten Cerrito. Abermals Trainer bei Fernández Vial (2007/08), zog er weiter in Honduras Erste Liga. Dort stand er ab Oktober 2008 bei Deportivo Victoria, als Nachfolger Javier Padillas, unter Vertrag. Bei den Honduranern wurde er jedoch im Februar 2010 entlassen, nachdem er ausstehendes Gehalt geltend machte. In der Saison 2010/11 übernahm er am 16. Februar 2011 das Traineramt beim uruguayischen Erstligisten Cerro. Am 21. Dezember 2011 gaben Trainer Ricardo „Tato“ Ortiz und der Verein die einvernehmliche Trennung bekannt. Schon im Juli 2012 kehrte er jedoch zu seinem vormaligen Arbeitgeber zurück, der ihn schließlich im Februar 2013 erneut entließ.
Von Juli 2015 bis September 2015 trainierte er CD Platense in Honduras und von Januar 2016 bis April 2016 war er Trainer des uruguayischen Zweitligisten Club Atlético Atenas. Ab Juli 2018 trainierte Ortíz erneut Atenas bis zum Jahresende.

## Erfolge

### Als Spieler
- 4× Uruguayischer Meister (1976, 1981, 1982, 1983)
- Copa Libertadores (1982)
- Weltpokal (1982)
- Kolumbianischer Vizemeister (1984)
- Junioren-Südamerikameister 1975

### Als Trainer
- Aufstieg mit El Tanque Sisley (1990)
- Meister des Torneo Clausura mit Defensor Sporting (1997)
- Sieger der Copa Cagliari (1991)

## Privates
Ortíz, mit seiner Frau seit über 30 Jahren verheiratet, ist Vater dreier Söhne.